# Distrito electoral federal 6 de Sinaloa
El VI Distrito Electoral Federal de Sinaloa es uno de los 300 Distritos Electorales en los que se encuentra dividido el territorio de México y uno de los 7 en los que se divide el estado de Sinaloa. Su cabecera es la ciudad de Mazatlán, Sinaloa.
Está formado por los municipios de Concordia, Cosalá, Elota, Escuinapa, Rosario, San Ignacio y el sector norte del de municipio de Mazatlán.
El diputado federal por el VI Distrito de Sinaloa en la LXI Legislatura (2009-2012) es: Germán Contreras García.

## Diputados por el distrito
- LVII Legislatura
  - (1997 - 2000): Rafael Oceguera Ramos (PRI)
- LVIII Legislatura
  - (2000 - 2003): José Jaime Barrón Fonseca (PRI)
- LIX Legislatura
  - (2003 - 2006): Bernardo Vega Carlos (Ind.)
- LX Legislatura
  - (2006 - 2009): Daniel Amador Gaxiola (PRI)
- LXI Legislatura
  - (2009 - 2012): Germán Contreras García (PRI)

## Elecciones de 2012
|  | Partido Acción Nacional                                                                   |  | Martín Pérez Torres               |
|  | Partido Revolucionario Institucional                                                      |  | Francisca Elena Corrales Corrales |
|  | Coalición Movimiento Progresista (Partido de la Revolución Democrática, PT, Convergencia) |  | Rafael Quesney Sánchez            |
|  | Partido Verde Ecologista de México                                                        |  | Perla Lizeth Díaz Ventura         |
|  | Partido Nueva Alianza                                                                     |  | Alejandro Rocha García            |